# Bolax castaneicollis
Bolax castaneicollis är en skalbaggsart som beskrevs av Hermann Burmeister 1844. Bolax castaneicollis ingår i släktet Bolax och familjen Rutelidae. Inga underarter finns listade.